# Marvin Jones (cestista)
Marvin Jones (Chicago, 29 dicembre 1993) è un cestista statunitense.

## Palmarès
- FIBA Europe Cup: 1

Bilbao: 2024-2025